# Diocese de Osório
A Diocese de Osório (Dioecesis Osoriena) é uma divisão territorial da Igreja Católica, na cidade de Osório, no estado do Rio Grande do Sul.

## Histórico
A Diocese de Osório foi criada em 10 de novembro de 1999 pela Bula Apostolicum Supremi do Papa João Paulo II, desmembrada da Arquidiocese de Porto Alegre e da Diocese de Caxias do Sul.
Em 10 de novembro de 2000 foi realizada a Dedicação da Catedral Nossa Senhora da Conceição, de Osório.

## Demografia e Paróquias
A Diocese de Osório abrange 21 municípios, que estão localizados no litoral norte do Rio Grande do Sul. Possui 23 paróquias.

## Bispos
|        | Nome                   | Período   | Notas         |
| Bispos | Bispos                 | Bispos    | Bispos        |
| ------ | ---------------------- | --------- | ------------- |
| 2º     | Jaime Pedro Kohl, PSDP | 2006-     | Atual         |
| 1º     | Thadeu Gomes Canellas  | 1999-2006 | Bispo Emérito |